# تاکاهیرو اییدا
تاکاهیرو اییدا (انگلیسی: Takahiro Iida؛ زادهٔ ۳۱ اوت ۱۹۹۴) بازیکن فوتبال اهل ژاپن است.
از باشگاه‌هایی که در آن بازی کرده‌است می‌توان به باشگاه فوتبال شیمیزو اس-پالس اشاره کرد.